# 大極殿
大極殿為日本古代皇宮中的正殿。

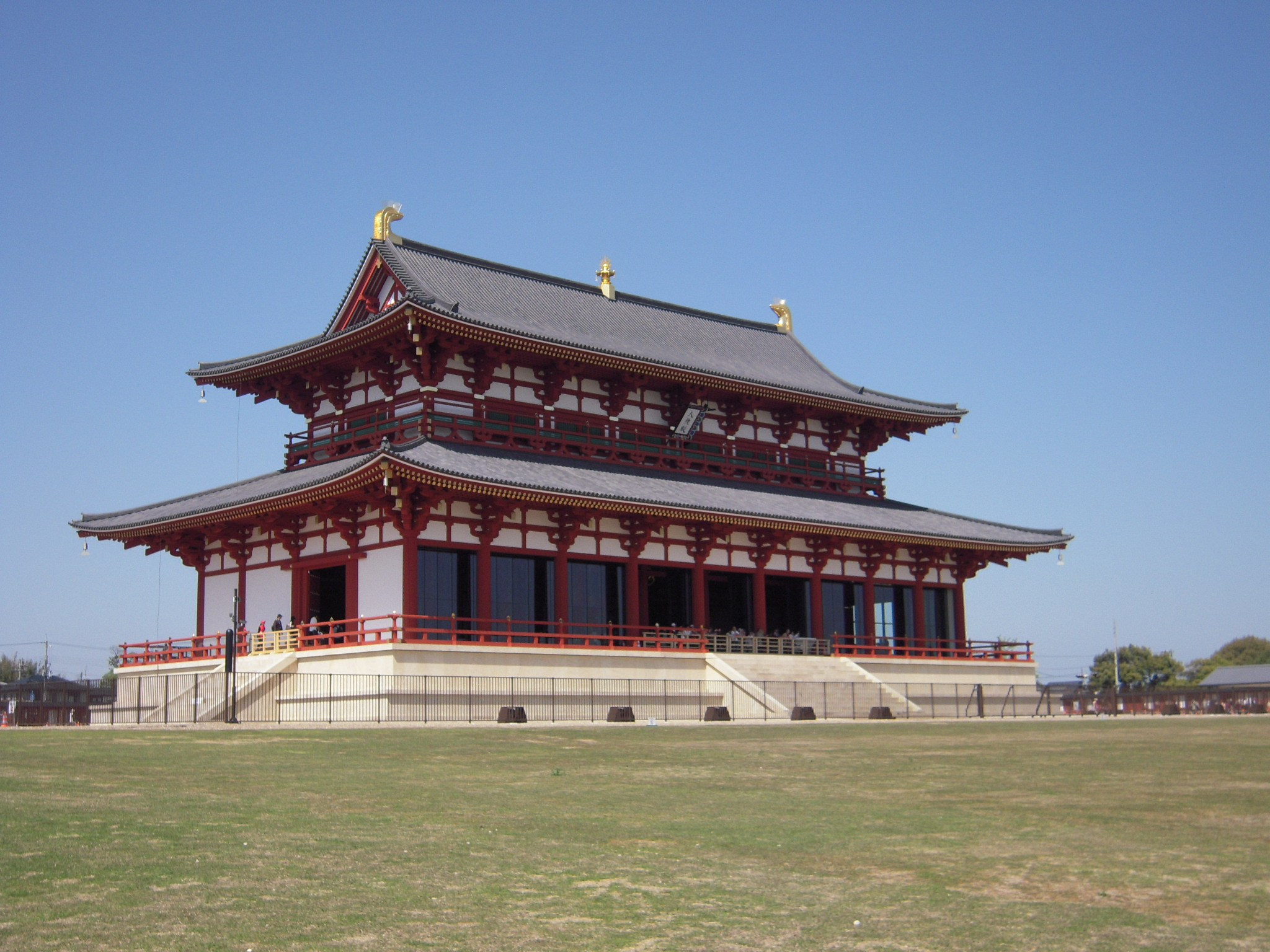
已復建的平城宮第一次大極殿

大極殿通常位於朝堂院（朝廷）北端的正中央，殿內設置高御座（天皇的寶座），是舉行天皇即位等重要儀式的殿堂。「大極殿」的稱呼，源於曹魏時於洛陽皇宮建立的太極殿。
古代日本多次遷都，宮殿隨之遷移，最初大極殿的設置有兩種說法，一是自飛鳥淨御原宮開始（福山敏男、小澤毅、渡辺晃宏等支持），二是自藤原宮開始（狩野久、鬼頭清明等支持），此後皇宮中多會建造大極殿，包含平城宮、難波宮、恭仁宮、長岡宮、平安宮等。
隨著日本律令制度的瓦解，平安宮大極殿在平安時代末期第三次焚毀後，便不再重建，其功能由紫宸殿所取代。
目前京都的平安神宮中建有大極殿，按照平安宮朝堂院的形象重建；奈良的平城宮的朱雀門、第一次大極殿已復原。